# Wierzejskiella ambigua
Wierzejskiella ambigua är en hjuldjursart som först beskrevs av Tzschaschel 1979.  Wierzejskiella ambigua ingår i släktet Wierzejskiella och familjen Dicranophoridae. Inga underarter finns listade i Catalogue of Life.